# 明新製罐工廠
明新製罐工廠股份有限公司（英語：Ming Xin Can Co., Ltd.），是一家總部位於台灣彰化福興工業區的金屬罐製造商，1965年10月20日由董事長賴裕鐘創建。初創立時公司名稱為「明新製罐工廠」，1973年9月1日改制為「明新製罐工廠股份有限公司」。公司主要業務為食品空罐設計、製造和銷售。 。